# 朱翊鉽
朱翊鉽（1555年10月15日—1559年5月11日），明穆宗長子，母王妃李氏（即追赠孝懿莊皇后）。

## 生平
嘉靖三十四年（1555年）出生时，其父明穆宗还是裕王。
嘉靖三十八年（1559年）去世，时尚不满4岁，赠封裕世子。
其父即位后，于隆慶元年（1567年）追封為憲懷太子。

## 圹志
|  | 𥙿世子圹志： 世子为𥙿王长子，于嘉靖三十四年十月初一日申时生。母妃李氏。嘉靖三十八年四月初五日申时，以疾故。初，上准礼臣议，特降谕祭，赐名曰翊鉽。复该内阁具题，欲照亲王之子追封。上允，赐册追封为𥙿世子。文武官员皆致祭焉。以嘉靖三十八年五月二十五日，葬于西山之原。於戏！世子钟英毓粹，秀质岐嶷，宜其永年。兹乃一疾云没，良用悼惜。然荷蒙皇上恩礼，克全始终，夫复何憾！爰述其概，纳诸幽圹，以贻永久。 |